# Miss Grúzia
A Miss Grúzia (grúz nyelven: მის საქართველო, Misz Szakartvelo) egy évenkénti megrendezésű szépségverseny Grúziában. 2003 óta a győztes a Miss World nemzetközi versenyen vesz részt, a második helyezett a Miss Universe versenyen indul 2004 óta.

## Miss World-versenyzők
A Miss Grúzia verseny győztese vesz részt a Miss World nemzetközi szépségversenyen.
| Év   | Dátum                  | Győztes                                              | Grúz betűkkel      | Helyezés           |
| ---- | ---------------------- | ---------------------------------------------------- | ------------------ | ------------------ |
| 2003 |                        | Irina Onasvili                                       | ირინა ონაშვილი     | Top 20 középdöntős |
| 2004 |                        | Szalome Csikviladze                                  | სალომე ჩიკვილაძე   |                    |
| 2005 |                        | Szalome Helasvili                                    | სალომე ხელაშვილი   |                    |
| 2006 |                        | Nino Kalandadze                                      | ნინო კალანდაძე     |                    |
| 2007 |                        | Tamar Nemszicveridze                                 | თამარ ნემსიწვერიძე |                    |
| 2008 |                        | Hatuna Szhirtladze                                   | ხათუნა სხირტლაძე   |                    |
| 2009 | október 11., Batumi    | Cira Szuknidze                                       | ცირა სუქნიძე       |                    |
| 2010 | szeptember 20., Batumi | Dea Arakisvili                                       | დეა არაყიშვილი     |                    |
| 2011 | október 1., Batumi     | Janet Kerdikosvili                                   | ჟანეტ ქერდიყოშვილი |                    |
| 2012 | -                      | Salome Khomeriki Az előző évi verseny 2. helyezettje |                    |                    |
| 2013 | 2012. szeptember       | Tamar Shedania                                       |                    |                    |

## Miss Universe-versenyzők
A Miss Grúzia verseny 2. helyezettje vesz részt a Miss Universe nemzetközi versenyen.
| Év   | Versenyző            | Grúz írással        | Helyezés |
| ---- | -------------------- | ------------------- | -------- |
| 2004 | Nino Murtazasvili    | ნინო მურთაზაშვილი   |          |
| 2005 | Ruszudan Bocsoidze   | რუსუდან ბოჩოიძე     |          |
| 2006 | Ekaterine Buadze     | ეკატერინე ბუაძე     |          |
| 2007 | Ana Giorgelasvili    | ანა გიორგელაშვილი   |          |
| 2008 | Gvanca Daraszelia    | გვანცა დარასელია    |          |
| 2009 | Lika Ordzsonikidze   | ლიკა ორჯონიკიძე     |          |
| 2010 | Nanuka Gogicsaisvili | ნანუკა გოგიჩაიშვილი |          |
| 2011 | Eka Gurckaia         | ეკა ღურწკაია        |          |
| 2012 | Lika Metreveli       |                     |          |

## Miss International-versenyzők
| Év   | Versenyző          | Grúz név | Helyezés |
| ---- | ------------------ | -------- | -------- |
| 2009 | Maria Szarcsimelia |          |          |

## Versenyek
- A 2010-es verseny győztese Dea Arakisvili, második helyezettje Eka Gurckaia, harmadik helyezettje Nata Bahtadze lett.[3]
- A 2011-es verseny győztese Janeta Kerdikosvili, a második helyezett Szalome Komeriki, a harmadik Nino Maspindzelasvili lett.[4]

## Fordítás
Ez a szócikk részben vagy egészben  a   Miss Georgia (country) című angol Wikipédia-szócikk ezen változatának fordításán alapul.  Az eredeti cikk szerkesztőit annak laptörténete sorolja fel. Ez a jelzés csupán a megfogalmazás eredetét és a szerzői jogokat jelzi, nem szolgál a cikkben szereplő információk forrásmegjelöléseként.